# Cantó de Les Échelles
El cantó de Les Échelles és un cantó francès del departament de la Savoia, situat al districte de Chambéry. Té 11 municipis i el cap és Les Échelles.

## Municipis
- Attignat-Oncin
- La Bauche
- Corbel
- Entremont-le-Vieux
- Les Échelles
- Saint-Christophe-la-Grotte
- Saint-Franc
- Saint-Jean-de-Couz
- Saint-Pierre-d'Entremont
- Saint-Pierre-de-Genebroz
- Saint-Thibaud-de-Couz

## Història
| Data d'elecció                           | Identitat        | Partit          | Qualitat |
| ---------------------------------------- | ---------------- | --------------- | --- |
| 1945-1958                                | M. Coutaz        | SFIO            | |
| 1958-1970                                | Louis Loridon    | DVD després CD  | Alcalde de Saint-Pierre-de-Genebroz |
| 1970-1976                                | M. Gaviot        | UDR             | Alcalde de La Bauche |
| 1976-1982                                | M. Gros          | PS              | |
| 1982-2008                                | Jean-Pierre Vial | RPR després UMP | Alcalde de Le Bourget-du-Lac (1995-2001) Antic alcalde de Les Échelles (1983-1995) President del Consell General (2004-2008) Senador (1995-1997 i 1999) |
| 2008-en curs                             | Jean-Paul Claret | DVG             | Alcalde d'Entremont-le-Vieux des de 1983 |
| les dades anteriors no són pas conegudes |                  |                 | |
|                                          |                  |                 | |

## Demografia
| 1882                                            | 1926 | 1962 | 1968 | 1975  | 1982  | 1990  | 1999  | 2008  |
| ?                                               | ?    | ?    | ?    | 3.660 | 3.776 | 4.193 | 4.686 | 5.334 |
| ----------------------------------------------- | ---- | ---- | ---- | ----- | ----- | ----- | ----- | ----- |
| A partir de 1990: Població sense dobles comptes |      |      |      |       |       |       |       |       |